# De toutes les nuits, les amants
De toutes les nuits, les amants (すべて真夜中の恋人たち, Subete Mayonaka no Koibitotachi, de l'anglais All the Lovers in the Night) est un roman japonais de Mieko Kawakami paru en 2011 au Japon.